# Pływanie na Letnich Igrzyskach Olimpijskich 1988 – 4 × 100 m stylem dowolnym mężczyzn
4 × 100 m stylem dowolnym mężczyzn – jedna z konkurencji pływackich, które odbyły się 23 września 1988 roku podczas XXIV Igrzysk Olimpijskich w Seulu.
Złoty medal zdobyli reprezentanci Stanów Zjednoczonych. Sztafeta w składzie: Chris Jacobs (49,63), Troy Dalbey (49,75), Tom Jager (49,34), Matt Biondi (47,81) pobiła rekord świata (3:16,53). Srebro wywalczyli pływacy z ZSRR, którzy czasem 3:18,33 ustanowili nowy rekord Europy. Na najniższym stopniu podium stanęli zawodnicy z NRD (3:19,82).

## Rekordy
Przed zawodami rekord świata i rekord olimpijski wyglądały następująco:
| Rekord            | Reprezentacja | Czas    | Miejsce     | Data             |       |
| ----------------- | --- | ------- | ----------- | ---------------- | ----- |
| Rekord świata     | Stany Zjednoczone · Michael Heath · Paul Wallace · Matt Biondi · Scott McAdam                                    | 3:17,08 | Tokio       | 17 sierpnia 1985 | [ 1 ] |
| Rekord olimpijski | Stany Zjednoczone · Chris Cavanaugh (50,83) · Michael Heath (49,60) · Matt Biondi (49,67) · Rowdy Gaines (48,93) | 3:19,03 | Los Angeles | 2 sierpnia 1984  | [ 2 ] |

W trakcie zawodów ustanowiono następujące rekordy:
| Data        | Etap konkurencji | Zawodnik                                                                                                 | Czas    | Rekord |
| ----------- | ---------------- | --- | ------- | ------ |
| 23 września | finał            | Stany Zjednoczone · Chris Jacobs (49,63) · Troy Dalbey (49,75) · Tom Jager (49,34) · Matt Biondi (47,81) | 3:16,53 | ,      |

## Wyniki

### Eliminacje
| Miejsce | Wyścig | Państwo                              | Zawodnicy | Czas      | Uwagi |
| ------- | ------ | ------------------------------------ | --- | --------- | ----- |
| 1.      | 3      | Stany Zjednoczone                    | Brent Lang (50,18) Doug Gjertsen (49,64) Shaun Jordan (50,19) Troy Dalbey (49,51)                             | 3:19,52   | Q     |
| 2.      | 3      | ZSRR                                 | Raimundas Mažuolis (50,90) Ołeksij Borysławskij (49,95) Nikołaj Jewsiejew (49,21) Wołodymyr Tkaczenko (49,83) | 3:19,89   | Q     |
| 3.      | 3      | NRD                                  | Dirk Richter (50,30) Thomas Flemming (50,01) Lars Hinneburg (50,11) Steffen Zesner (50,05)                    | 3:20,47   | Q     |
| 4.      | 3      | Francja                              | Stéphan Caron (50,68) Christophe Kalfayan (50,54) Laurent Neuville (50,45) Bruno Gutzeit (50,10)              | 3:21,77   | Q     |
| 5.      | 1      | Szwecja                              | Tommy Werner (50,92) Richard Milton (51,38) Joakim Holmquist (50,48) Göran Titus (50,31)                      | 3:23,09   | Q     |
| 6.      | 2      | RFN                                  | Björn Zikarsky (51,09) Peter Sitt (51,02) Thomas Fahrner (51,09) Torsten Wiegel (49,99)                       | 3:23,19   | Q     |
| 7.      | 2      | Włochy                               | Fabrizio Rampazzo (51,83) Giorgio Lamberti (49,93) Andrea Ceccarini (51,25) Roberto Gleria (50,34)            | 3:23,35   | Q     |
| 8.      | 2      | Wielka Brytania                      | Andy Jameson (51,40) Mark Foster (50,81) Mike Fibbens (50,68) Roland Lee (50,82)                              | 3:23,71   | Q     |
| 9.      | 1      | Kanada                               | Mark Andrews (51,66) Stephen Vandermeulen (50,90) Vlastimil Černý (51,14) Sandy Goss (50,15)                  | 3:23,85   |       |
| 10.     | 1      | Dania                                | Franz Mortensen (51,21) Vagn Høgholm (50,97) Benny Nielsen (51,73) Peter Rohde (51,24)                        | 3:25,15   |       |
| 11.     | 1      | Holandia                             | Frank Drost (51,52) Patrick Dybiona (50,86) Hans Kroes (51,57) Ronald Dekker (51,31)                          | 3:25,26   |       |
| 12.     | 2      | Brazylia                             | Emanuel Nascimento (52,13) Cristiano Michelena (52,13) Jorge Fernandes (52,05) Júlio López (51,86)            | 3:28,17   |       |
| 13.     | 2      | Meksyk                               | Rodrigo González (51,48) Ignacio Escamilla (53,48) Jorge Alarcón (52,51) Urbano Zea (52,25)                   | 3:29,72   |       |
| 14.     | 1      | Portugalia                           | Mabílio Albuquerque (53,06) Henrique Villaret (52,87) Vasco Sousa (53,73) Sérgio Esteves (53,65)              | 3:33,31   |       |
| 15.     | 3      | Singapur                             | Ang Peng Siong (52,28) David Lim Fong Jock (53,01) Oon Jin Gee (52,77) Desmond Koh (56,48)                    | 3:34,54   |       |
| 16.     | 2      | Hongkong                             | Michael Wright (53,74) Li Khai Kam (52,79) Arthur Li (53,48) Tsang Yi Ming (54,77)                            | 3:34,78   |       |
| 17.     | 2      | Korea Południowa                     | Kwon Sang-won (54,18) Yang Wook (54,17) Song Kwang-sun (54,25) Kwon Soon-kun (55,45)                          | 3:38,05   |       |
| 18.     | 1      | Wyspy Dziewicze Stanów Zjednoczonych | Hans Foerster (54,23) Kraig Singleton (56,51) Kristan Singleton (57,78) William Cleveland (54,71)             | 3:43,23   |       |
| 19.     | 3      | Zjednoczone Emiraty Arabskie         | Ahmad Faraj (58,29) Mohamed Abdullah (1:00,80) Bassam al-Ansari (1:00,92) Mohamed Bin Abid (58,91)            | 3:58,92   |       |
| 20 !    | 2      | Chiny                                | Shen Jianqiang Li Tao Xie Jun Feng Qiangbiao                                                                  | 9:99,99 ! | DSQ   |
| 20 !    | 3      | Austria                              | Stefan Opatril Markus Opatril Alexander Placheta Alexander Pilhatsch                                          | 9:99,99 ! | DSQ   |
| 20 !    | 3      | Egipt                                | Mohamed El-Azoul Amin Amer Mohamed Hassan Moustafa Amer                                                       | 9:99,99 ! | DSQ   |

### Finał
| Miejsce | Tor | Państwo           | Zawodnicy                                                                                               | Czas    | Uwagi |
| ------- | --- | ----------------- | --- | ------- | ----- |
| 1 !     | 4   | Stany Zjednoczone | Chris Jacobs (49,63) Troy Dalbey (49,75) Tom Jager (49,34) Matt Biondi (47,81)                          | 3:16,53 | WR    |
| 2 !     | 5   | ZSRR              | Giennadij Prigoda (50,24) Jurij Baszkatow (49,30) Nikołaj Jewsiejew (49,27) Wołodymyr Tkaczenko (49,52) | 3:18,33 | ER    |
| 3 !     | 3   | NRD               | Dirk Richter (50,25) Thomas Flemming (49,70) Lars Hinneburg (50,35) Steffen Zesner (49,52)              | 3:19,82 |       |
| 4.      | 6   | Francja           | Stéphan Caron (49,97) Christophe Kalfayan (50,09) Laurent Neuville (50,04) Bruno Gutzeit (49,92)        | 3:20,02 |       |
| 5.      | 2   | Szwecja           | Per Johansson (50,58) Tommy Werner (50,00) Joakim Holmquist (50,47) Göran Titus (50,02)                 | 3:21,07 |       |
| 6.      | 7   | RFN               | Michael Groß (50,66) Thomas Fahrner (50,00) Björn Zikarsky (50,40) Peter Sitt (50,59)                   | 3:21,65 |       |
| 7.      | 8   | Wielka Brytania   | Mike Fibbens (51,36) Mark Foster (50,20) Roland Lee (50,33) Andy Jameson (49,82)                        | 3:21,71 |       |
| 8.      | 7   | Włochy            | Roberto Gleria (50,51) Giorgio Lamberti (50,31) Fabrizio Rampazzo (51,19) Andrea Ceccarini (50,92)      | 3:22,93 |       |